# Vincent de Groof
Pour les articles homonymes, voir Groof.
Vincent de Groof, né le 6 décembre 1830 à Rotterdam et mort à Londres le 9 juillet 1874, est un peintre et aéronaute belge, un des pionniers de l'aviation. 

## Biographie
On lui doit l'invention d'un appareil à ailes de sept mètres mues par des leviers actionnés à bras, sorte de planeur en forme de chauve-souris qu'il expérimente la première fois à Bruges avec succès en sautant d'une maison (1862). Le 29 juin 1874, il renouvelle l'expérience en sautant d'un ballon. Son appareil chute violemment mais il parvient à le rétablir et à se poser doucement. 
Le 9 juillet 1874, il se lance de nouveau du haut d'un ballon à l'altitude de 1 500 m aux Cremorne Gardens de Londres mais les ailes de l'appareil se replient et celui-ci se renverse. Il s’écrase dans une rue de Chelsea et meurt quelques jours plus tard à l'hôpital. 
Jules Verne le mentionne dans le chapitre III de son roman Robur le Conquérant.